# Luis Rosales
Pour les articles homonymes, voir Rosales.
Œuvres principales
- La casa encendida
- Rimas

Luis Rosales, né à Grenade le 31 mai 1910 et mort à Madrid le 24 octobre 1992 , est un poète et essayiste espagnol, appartenant à la génération de 36.
C'est chez lui que se réfugie son ami Federico García Lorca en août 1936 pour échapper à la répression franquiste durant la guerre d'Espagne, en vain.

## Biographie
Il appartient au mouvement littéraire Génération de 36.
En 1962, il devient membre de la The Hispanic Society of America et de l'Académie royale espagnole.
Il obtient le Prix national de Poésie en 1953 pour Rimas (littéralement Vers) et le Prix Cervantes en 1982.
Ses œuvres ne sont pas traduites en français.

## Œuvres
- Abril  (1935)
- La mejor reina de España. Figuración en prosa y verso (1939)
- Retablo sacro del nacimiento del Señor (1940)
- La casa encendida (1949)
- Rimas (1951)
- Cervantes y la libertad (1960)
- Pasión y muerte del Conde de Villa Mediana (1962)
- El contenido del corazón (1969)
- Segundo Abril (1972)
- Diario de una resurrección (1978)